# Бузат (приток Тятери)
Бузат (Бузачка; баш. Буҙат) — река в России, протекает по Стерлибашевскому району Республике Башкортостан. Исток реки находится к северу от деревни Бузат Стерлибашевского района Башкортостана. Является правобережным притоком реки Тятер, её устье находится в 38 км от устья реки Тятер. Длина реки составляет 16 км. 
В 7,8 км от устья, по левому берегу реки впадает река Ташкису. 
Населённые пункты у реки входят в Бузатовский сельсовет:
- с. Бузат
- дер. Гали-Бузат (Галей-Бузат)
- Старолюбино.

## Данные водного реестра
По данным государственного водного реестра России относится к Камскому бассейновому округу, водохозяйственный участок реки — Дёма от истока до водомерного поста у деревни Бочкарёва, речной подбассейн реки — Белая. Речной бассейн реки — Кама.
Код объекта в государственном водном реестре — 10010201312111100024205.